# Hedi, un vent de liberté
Pour les articles homonymes, voir Hedi.
Pour plus de détails, voir Fiche technique et Distribution.
Hedi, un vent de liberté (arabe : نحبك هادي ou Inhebbek Hedi) est un film franco-belgo-tunisien réalisé et scénarisé par Mohamed Ben Attia, sorti en 2016.
Le film est présenté en sélection officielle à la Berlinale 2016, où il remporte le prix du meilleur premier film et où Majd Mastoura remporte l'Ours d'argent du meilleur acteur.

## Synopsis
À Kairouan en Tunisie, peu après la révolution de 2011 et le Printemps arabe, Hedi est un jeune homme sage et réservé. Passionné de dessin, il travaille sans enthousiasme comme commercial. Bien que son pays soit en pleine mutation, il reste soumis aux conventions sociales et laisse sa famille prendre les décisions à sa place. Alors que sa mère prépare activement son mariage, son patron l'envoie à Mahdia à la recherche de nouveaux clients. Hedi y rencontre Rim, animatrice dans un hôtel local, femme indépendante dont la liberté le séduit. Pour la première fois, il est tenté de prendre sa vie en main.

## Fiche technique
- Titre original : Inhebbek Hedi
- Titre français : Hedi, un vent de liberté
- Réalisation : Mohamed Ben Attia
- Scénario : Mohamed Ben Attia
- Producteurs : Lina Chaabane, Dora Bouchoucha, Luc et Jean-Pierre Dardenne, Nadim Cheikhrouha
- Montage : Azza Chaabouni
- Musique : Omar Aloulou
- Directeur de la photographie : Frédéric Noirhomme
- Son : Faouzi Thabet
- Sociétés de production : Nomadis Images, Les Films du Fleuve, Tanit Films
- Sociétés de distribution : BAC Films (France), Imagine Distribution (Belgique, Pays-Bas et Luxembourg)
- Langue : arabe et français
- Genre : drame
- Durée : 93 minutes
- Dates de sortie : 
  -  Tunisie : 14 mars 2016
  -  Belgique : 19 octobre 2016
  -  France : 28 décembre 2016

## Distribution
- Majd Mastoura : Hedi
- Rym Ben Messaoud : Rym
- Sabah Bouzouita : Baya
- Hakim Boumsaoudi : Ahmed
- Omnia Ben Ghali : Khedija
- Arwa Ben Smail : Faten

## Distinctions
- Berlinale 2016 : 
  - Ours d'argent du meilleur acteur pour Majd Mastoura
  - Prix du meilleur premier film pour Mohamed Ben Attia
- Festival international du film d'Amiens :
  - Prix de la ville d'Amiens - Prix de la meilleure réalisation pour Mohamed Ben Attia
  - Prix d'interprétation féminine pour Rym Ben Messaoud
  - Prix de la CCAS
- Festival du film francophone d'Angoulême : Valois de Diamant pour Mohamed Ben Attia
- Prix Lumières 2017 : Meilleur film francophone